# Jackson (Ohio)
Jackson település az Amerikai Egyesült Államok Ohio államában, Jackson megyében, melynek megyeszékhelye is. Lakosainak száma 6252 fő (2020. április 1.).

## Népesség
A település népességének változása:

| 2010 | 6 397 |
| 2020 | 6 252 |